# Héctor Rebaque
Héctor Alonso Rebaque (ur. 5 lutego 1956 roku w mieście Meksyk) – meksykański kierowca wyścigowy.
Pochodząc z zamożnej rodziny, w wieku 18 lat przeniósł się do Wielkiej Brytanii celem rozwoju kariery wyścigowej. Po występach w F2 wyjechał na kontynent amerykański, gdzie startował w kanadyjskiej Formule Atlantic.

## Kariera

### Formuła 1

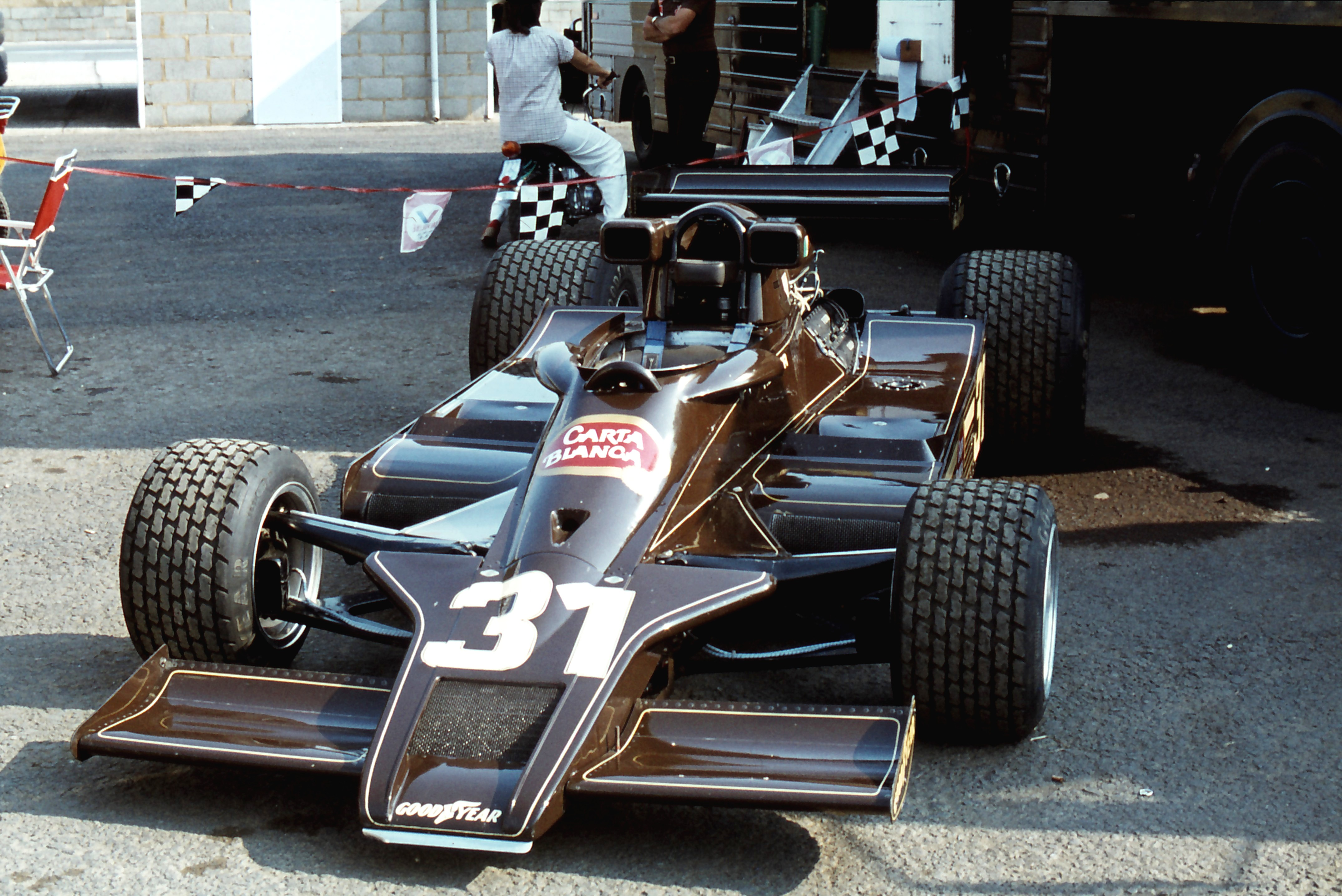
Lotus 78, którym Héctor Rebaque wystartował w Grand Prix Wielkiej Brytanii (1979)

W 1977 roku, dzięki zapleczu finansowemu, zapewnił sobie miejsce w trzecim samochodzie zespołu Formuły 1, Hesketh Racing, ale zdołał zakwalifikować się tylko do jednego wyścigu.
W 1978 roku, wobec braku nowych propozycji, założył własny zespół, który funkcjonował przez kolejne dwa sezony. Startował w samochodzie Lotus 78, kupionym od Colina Chapmana. Za jego kierownicą zdobył swój pierwszy i jedyny punkt w tym okresie; zajął szóste miejsce w Grand Prix Niemiec 1978.
W połowie sezonu 1980 zastąpił w zespole Brabhama Ricardo Zunino jako partner Nelsona Piqueta. Podczas Grand Prix Kanady zajął szóste miejsce, co było jego najlepszym wynikiem w tym sezonie.
Swój najlepszy sezon, jednocześnie ostatni w Formule 1, zaliczył w 1981 roku. Ponownie reprezentując barwy Brabhama, trzykrotnie zajął czwarte miejsce, raz był piąty i w końcowej klasyfikacji uplasował się na dziesiątej pozycji.

### CART
W 1982 roku przeniósł się do serii CART, gdzie wystąpił w sześciu wyścigach w barwach Forsythe Racing. W swoim ostatnim wyścigu zanotował sensacyjne zwycięstwo, na torze Elkhart Lake w stanie Wisconsin, gdzie wykorzystał fakt, że na ostatnim okrążeniu w samochodzie lidera, Ala Unsera zabrakło paliwa.
Tydzień po tym sukcesie zanotował poważny wypadek podczas testów na torze Milwaukee i zdecydował o zakończeniu startów w CART.
Ostatecznie karierę zakończył w 1985 roku. Wrócił do Meksyku, gdzie obecnie pracuje jako architekt.

## Starty w Indianapolis 500
| Rok  | Nadwozie | Silnik   | Start | Wynik | Uwagi           |
| ---- | -------- | -------- | ----- | ----- | --------------- |
| 1982 | March    | Cosworth | 15    | 13    | Pożar w boksach |